# Vetenskapsåret 1752

## Händelser
- Benjamin Franklin utför sitt kända experiment med en drake vilket klargör att åska är ett elektriskt fenomen.

## Utmärkelser
- Copleymedaljen: John Pringle, brittisk arméläkare.

## Födda
- 11 maj - Johann Friedrich Blumenbach, tysk fysiolog
- 7 juli - Joseph-Marie Jacquard, fransk uppfinnare
- 18 september  - Adrien-Marie Legendre, fransk matematiker

## Avlidna
- 4 januari - Gabriel Cramer, schweizisk matematiker
- 9 februari - Fredrik Hasselquist, svensk naturalist
- 10 april - William Cheselden, brittisk kirurg och anatom.